# Ноак, Астрид
Астрид Ноак (дат. Astrid Noack; 30 января 1888 — 26 декабря 1954) — датский скульптор, специализировавшаяся на изображении человеческих фигур. К наиболее известным её работам относятся статуя Анны Анкер в Скагене и «Стоящая женщина», которая была включена в «Датский культурный канон».

## Ранняя биография
Астрид Ноак родилась в Рибе, в семье торговца Йохана Петера Н. (1831—1911) и Йоханны Метдины Баркентина (1850—1913). Она была сестрой теолога Карла Вульфа Ноака. В 1902 году Астрид переехала в Копенгаген, где зарабатывала себе на жизнь росписью фарфора на фаянсовой фабрике «Aluminia». Впоследствии она посещала Народную среднюю школу Валлекильде, специализируясь на скульптуре и получив квалификацию подмастерья в 1910 году. Она продолжала учиться там под руководством Ивара Бентсена, который оказал на неё значительное влияние вместе с другими художниками, особенно Йоакимом Сковгором, из среды народных университетов. В сотрудничестве со Сковгором она участвовала в украшении потолка Виборгского собора (1948), работая резчиком по дереву. Там же она познакомилась с Нильсом Ларсеном Стевнсом и Арне Лофтхусом, которые сподвигли её на самостоятельную работу в качестве скульптора.

## Жизнь в Париже
В 1920 году, получив грант, Ноак отправилась в Париж, который в то время был центром самых значительных направлений в скульптуре. Там она познакомилась со скульптором Адамом Фишером, который сыграл важную роль в её развитии и передаче французских идей в Скандинавию. Она также подружилась с Леной Бёрьесон, которая основала Скандинавскую академию (Académie Scandinave), бесплатную школу скульптуры, которая организовывала выставки и неформальное обучение. Ноак изучала французскую готическую скульптуру у французского скульптора Жана Осуфа, пока в 1926 году не стала ученицей Фишера и французских скульпторов Шарля Деспио и Поля Корне, которые помогли ей развить свой собственный стиль.

## Возвращение в Данию

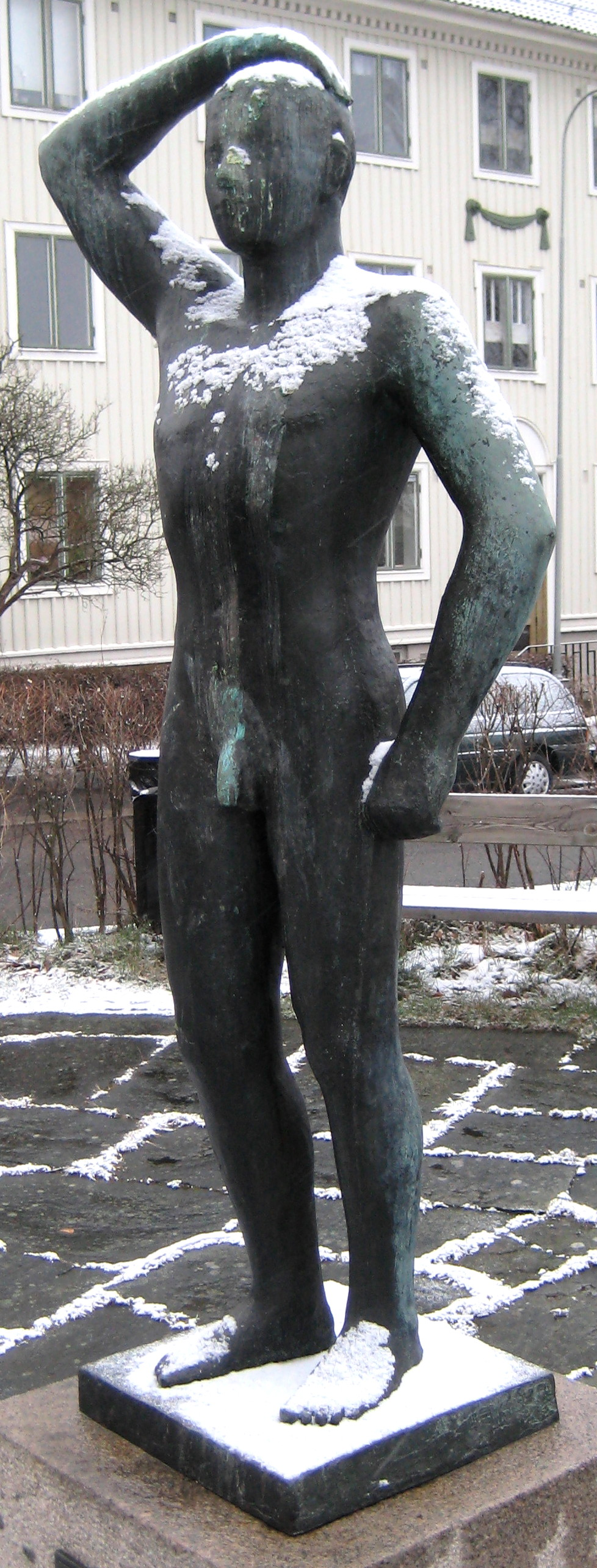
«Юноша» (1948), статуя Ноак в Гётеборге

После 12 лет в Париже Ноак вернулась в Копенгаген в 1932 году по финансовым причинам. Она выставлялась в Грённингене, медленно обретая узнаваемость. С 1936 по 1950 год она жила и работала во внутреннем дворе здания по адресу улица Родманнсгаде, 34 в Нёрребро.
Она изваяла множество бюстов, в том числе и детских. Среди её наиболее заметных творений — Holtepigen (1937) из французского известняка, «Стоящая женщина» (1942) из тика, статуя Анны Анкер (1939) для сада музея Скагенса и 'Det korsfæstede Menneske (1945), необычное изображение распятия Христа.

## Стиль
Скульптуры Ноак создавались под влиянием современного ей французского искусства. Они представляли собой человеческие фигуры, выражающие сильную связь между жизнью и искусством, чаще всего стоящие, сидячие или стоящие на коленях. Ноак стремилась в них продемонстрировать свою веру и доверие к человеческому сообществу.

## Выставки и награды
Ноак часто выставлялась не только в Дании, но и в Париже, Будапеште, Хельсинки и Риме. В 1955 году Кунстфорейнинн организовал большую ретроспективную выставку её работ, также как и художественный музей Хольстебро в 1988 году. В 1948 году Ортвед была удостоена медали Эккерсберга, а в 1954 году — медали Торвальдсена.